# Radiocorriere TV
Radiocorriere TV è un periodico settimanale italiano. È la testata ufficiale della Rai dedicata alle informazioni sui palinsesti radiofonici e televisivi. Fino al 2008 era venduto in edicola, ma la proprietà e la responsabilità della Rai si erano concluse con l'edizione del 1995. Infatti negli archivi aziendali la raccolta storica è costituita dai fascicoli che vanno dal 1925 al 1995.
Dal 2011 esiste l'edizione online, che presenta ogni settimana i palinsesti delle reti. Dal 2012 è possibile consultare la rivista, corredata di servizi e rubriche, in formato PDF. Il direttore responsabile è, dall'ottobre 2012, Fabrizio Casinelli, succeduto a Guido Paglia andato in pensione nell'autunno del 2012.
Rai Teche, in occasione dei 60 anni della TV, dal 3 gennaio 2014 ha messo on line la raccolta del Radiocorriere dal primo Radiorario del gennaio 1925 al dicembre 1995, con la possibilità di leggere e scaricare oltre 3.400 riviste che sono state pubblicate nel corso di 70 anni.

## Storia

### Le origini e gli anni della guerra
Nel 1924 viene avviato il servizio di radiodiffusione circolare sul territorio nazionale. Il servizio è gestito dall'Unione Radiofonica Italiana (URI). L'anno dopo, il 18 gennaio 1925, viene fondato a Roma l'organo ufficiale dell'ente, il Radio Orario. La rivista contiene 24 pagine al prezzo di 1,50 lire; l'abbonamento annuo costa 45 lire. La sua principale funzione è pubblicare i palinsesti delle stazioni radio italiane e delle principali estere. Nel 1926 la redazione viene spostata da Roma a Milano, con il conseguente cambiamento della testata in Radiorario (30 gennaio).
Nel 1927 l'EIAR sostituisce l'URI.
Nel 1930 la sede viene nuovamente spostata, questa volta a Torino in via Arsenale. Il direttore è Gigi Michelotti e la rivista prende il nome definitivo di Radiocorriere (5 gennaio). Sul periodico, oltre ai programmi radiofonici, si possono trovare molti articoli tecnici sulla radiofonia, ma anche interventi di tipo culturale e musicale. Arnaldo Mussolini, fratello di Benito e vicepresidente dell'EIAR, pubblica sul Radiocorriere un celebre editoriale sui compiti pedagogici della radio come nuovo mezzo di comunicazione. Cominciano inoltre a trovare spazio le pubblicità, soprattutto delle aziende che sponsorizzano i programmi di intrattenimento. Sempre attraverso il Radiocorriere si pubblicizza il concorso di bellezza Cinquemila lire per un sorriso, precursore di Miss Italia. Nel 1935 la tiratura arriva a 8 milioni di copie annue.
Viene concesso grande spazio alla musica leggera e all'intrattenimento, senza tuttavia trascurare la propaganda di regime. Quest'ultima diventa preponderante e i toni cambiano decisamente con l'entrata dell'Italia in guerra. Da quel momento il Radiocorriere sconsiglia l'ascolto dei programmi radio stranieri e, fino al 1943, dedica moltissime pagine all'attualità e alle notizie di propaganda bellica.
Dal 15 maggio 1943 le pubblicazioni vengono sospese.
Nel territorio della Repubblica Sociale Italiana, dall'agosto 1944 alla fine della guerra, viene diffuso Segnale Radio, un giornale che sostituisce il Radiocorriere e ha il compito di diffondere la propaganda del governo repubblichino. Costa 5 lire ed ha 24 pagine. Il direttore è Cesare Rivelli, che ricopre anche la carica di direttore generale dell'EIAR.

### Dalla Liberazione all'avvento della TV
Il 4 novembre 1945 riprende le pubblicazioni l'edizione centro-sud del Radiocorriere con sede a Roma, e dal 23 dicembre 1945 l'edizione nord, stampata a Torino. Nel marzo 1947 le due edizioni si riunificano sotto l'egida della neonata RAI con il nuovo direttore Salvino Sernesi, che passerà la mano dopo pochi mesi a Vittorio Malinverni.
Nel 1949 la RAI festeggia il venticinquinnale della radio e crea, con l'occasione, la terza rete radiofonica, differenziando i tre programmi con un Programma Nazionale di contenuto generalista, con informazione e attualità, un Secondo Programma leggero, dedicato alla musica popolare e all'intrattenimento, e un Terzo Programma dedicato alla musica classica, all'arte e alla cultura. Nello stesso anno si costituiscono le Edizioni Radio Italiana (ERI), sotto le quali verrà d'ora in poi pubblicato il Radiocorriere e il nuovo direttore è Eugenio Bertuetti.

### Gli anni del monopolio televisivo
Fin dalle prime trasmissioni sperimentali, sul Radiocorriere si comincia a parlare di televisione (allora detta "radiovisione") mentre a partire dal 1939, in concomitanza con l'inizio delle trasmissioni televisive giornaliere con regolare palinsesto, col numero di pubblicazione ” 39” si occuperà della diffusione dei palinsesti e di argomenti di costume e di varietà. La rivista, che si occupava anche di musica leggera, in seguito avrebbe seguito le edizioni del Festival di Sanremo e la tiratura nel 1952 sarebbe arrivata a superare il milione di copie settimanali.
Grande spazio si dà al nuovo inizio delle trasmissioni regolari televisive nel 1954, dopo la distruzione degli studi Eiar di Roma e Milano nel 1942, anche se per alcuni anni queste trasmissioni potranno essere seguite solo da una ristretta fascia di utenti, come accadeva prima della seconda guerra mondiale, sia per il costo enorme degli apparecchi, sia per la copertura non uniforme del territorio nazionale.
Il boom si ha con le prime trasmissioni di grande successo popolare quali Il Musichiere, Lascia o raddoppia? o La domenica sportiva. Pur essendo il periodico più preciso per quanto riguarda le informazioni sui programmi, in quanto emanazione dello stesso ente radiotelevisivo, una parte di pubblico comincia tuttavia a preferirgli TV Sorrisi e Canzoni, un altro settimanale nato da pochissimi anni che, pur occupandosi degli stessi argomenti, li tratta con un taglio più popolare e ha inoltre l'esclusiva della pubblicazione dei testi delle canzoni, segue le manifestazioni canore che in quegli anni cominciano a fiorire lungo tutta la penisola da Sanremo in giù, gli eventi sportivi e le vicende di attualità.
Pur essendo "sorpassato" dalla tiratura del concorrente, soprattutto in occasione di eventi come il Festival di Sanremo, il Radiocorriere, che dall'11 maggio 1958 in poi si chiamerà Radiocorriere TV, rimane sempre la testata più autorevole, l'unica a pubblicare non solo i palinsesti televisivi, ma anche le scalette musicali dei programmi radiofonici, gli spot pubblicitari trasmessi da Carosello e dalle altre rubriche di telecomunicati e la lista completa dei brani trasmessi dalla filodiffusione.
Nel 1961 si inaugura il secondo canale televisivo; a dirigere il Radiocorriere è Michele Serra. Seguiranno Gigi Cane nel 1964 e Ugo Zatterin dal 1966: quest'ultimo, per arginare la concorrenza, dà al settimanale una svolta popolare, con servizi di attualità e inchieste sul costume e sulle preferenze degli italiani.
Il successore Corrado Guerzoni, in carica dal 1969 al 1977, continuerà sulla stessa strada ma, forse per dovere istituzionale, sotto la sua gestione il Radiocorriere non sa o non vuole comprendere il fenomeno emergente delle radio e delle televisioni private, limitandosi a informare sui programmi RAI.

### L'epoca delle televisioni commerciali
Il moltiplicarsi dell'offerta di programmi televisivi alla fine degli anni settanta coglie impreparato il Radiocorriere TV, che per alcuni anni ignora la programmazione delle TV commerciali, prontamente recepita, invece, dalle testate concorrenti. Dal 1977 in poi comincia a pubblicare una breve lista delle trasmissioni delle reti locali, ma il declino è irreversibile e continua anche dopo l'arrivo del direttore Aldo Falivena (succeduto a Umberto Andalini, che a propria volta era subentrato a Gino Nebiolo) e con la concessione di spazi e pagine pressoché uguali tra RAI e private.
Con la successiva direzione di Dino Sanzò, arriva sulle prime pagine l'attualità, la politica nazionale e internazionale, mentre lo spettacolo e la cronaca vengono relegati in secondo piano. Dal 1994 in poi, l'ultimo direttore Willy Molco riduce nuovamente l'attualità politica per privilegiare la programmazione televisiva. Questa versione del Radiocorriere uscì fino al 31 dicembre 1995.

### La chiusura del periodico cartaceo e l'approdo sul web
Il Radiocorriere riprese le pubblicazioni con un nuovo editore, Rcc edizioni, nel 1999 e nel 2005 fu festeggiato l'ottantesimo anniversario della testata, ma l'insuccesso di vendite costrinse a una nuova chiusura del periodico con il numero del 6 maggio 2008,
anche se era stata ventilata la possibilità di una sua riapertura, esclusivamente come rivista on-line. Tale progetto si è però concretizzato solo nel 2012, mentre la distribuzione era stata limitata entro l'azienda tra i dipendenti.
Nel 2010 è stato pubblicato il n. 18 dell'aprile 2010 in PDF sul sito dell'Ufficio Stampa Rai per presentare il nuovo bouquet di canali sul digitale terrestre.
Il 18 febbraio 2011, in occasione della serata speciale del Festival di Sanremo dedicata al 150º anniversario dell'unità d'Italia, è uscito in edicola un numero speciale, con allegato il CD Nata per unire, contenente canzoni storiche reinterpretate dai 14 artisti in gara. La rivista, a edizione limitata, contiene la riproduzione di 12 copertine riguardanti il Festival della Canzone Italiana, dagli anni Cinquanta agli anni 2000.
Dal 2011 viene pubblicato anche sul sito internet dell'Ufficio Stampa della Rai per presentare i palinsesti settimanali delle reti Rai e, dal 2012, arricchito da rubriche e interviste ai protagonisti dei programmi tv e radio della Rai in formato PDF.

## Direttori dal 1929
La fine di una direzione non coincide con l'inizio della successiva perché da un numero all'altro passano sette giorni.
- Luigi Michelotti, 1929 - 15 maggio 1943 - Sede a Torino. Assunzione del nome definitivo «Radiocorriere».

15 maggio 1943: sospensione delle pubblicazioni.

- Enrico Carrara, 23 dicembre 1945 – 15 dicembre 1946
- Vittorio Malinverni, 22 dicembre 1946 - 31 dicembre 1952

Luigi Greci, condirettore (1949-1952)
- Eugenio Bertuetti, 1º gennaio 1953 - 31 dicembre 1960
- Michele Serra, 1º gennaio 1961 - 28 gennaio 1963
- Luciano Guaraldo, 3 febbraio 1963 - 31 agosto 1964
- Luigi Cane, 6 settembre 1964 - 5 settembre 1966
- Ugo Zatterin, 11 settembre 1966 - 6 luglio 1969
- Corrado Guerzoni, 13 luglio 1969 - 21 agosto 1977
- Gino Nebiolo, 28 agosto 1977 - 15 marzo 1981
- Umberto Andalini, 22 marzo 1981 - 20 gennaio 1985
- Aldo Falivena, 27 gennaio 1985 - 16 agosto 1992
- Dino Sanzò, 23 agosto 1992 - 20 febbraio 1994
- Willy Molco, 27 febbraio 1994 - 31 dicembre 1995

31 dicembre 1995: sospensione delle pubblicazioni. Cessione del marchio a RCC Edizioni.